# Stockton (Warwickshire)
Pour les articles homonymes, voir Stockton.
Stockton est un village et une paroisse civile du Warwickshire, en Angleterre.